# Marquesado de Las Carreras
El marquesado de Las Carreras es un título nobiliario español, creado por la reina Isabel II de España el 28 de marzo de 1862 a favor del general Pedro Santana, después de aceptar su renuncia como gobernador de Santo Domingo, como un reconocimiento a las labores realizadas en favor de España y a su gestión en la reincorporación a España de la Provincia de Santo Domingo.

## Historia
Su denominación hace referencia a un lugar llamado «Las Carreras», donde el general Pedro Santana libró batalla contra las tropas haitianas mandadas por Faustino I, y que resultó la más brillante hazaña de su carrera militar.[¿según quién?]
Este fue uno de los cuatro títulos nobiliarios españoles concedidos en Santo Domingo, los otros son: el ducado de la Vega, el vizcondado de San Rafael de la Angostura y la baronía de San Miguel de la Atalaya. Todos están desiertos a excepción del ducado de la Vega, perteneciente a Ángel Santiago Colón de Carvajal y Mandalúniz, descendiente de Cristóbal Colón.